# Gruffydd ap Cynan

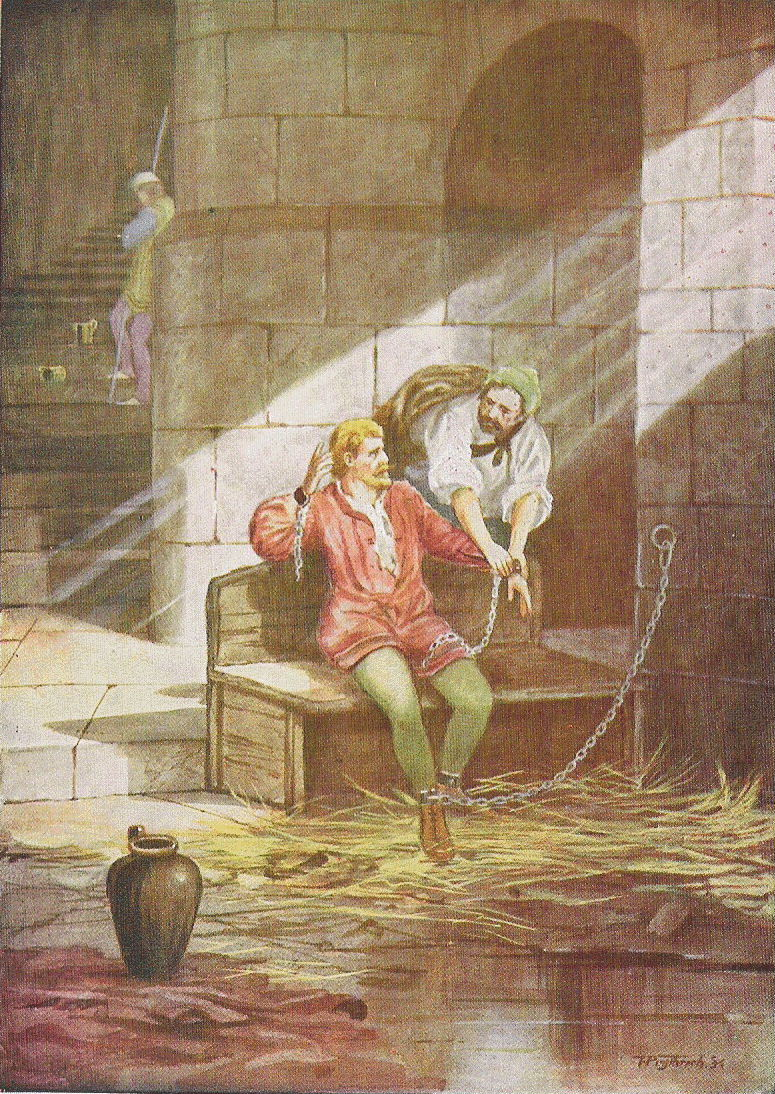
Befreiung Gruffydds ap Cynan aus dem Kerker in Chester (Illustration von 1900)

Gruffydd ap Cynan (um 1055 in Dublin; † 1137) war ein König des walisischen Königreichs Gwynedd. Nachdem sein Großvater 1039 sein Reich verloren hatte, gewann er es für seine Familie zurück und schuf so für seine Nachfahren die Grundlage für ihre Vormachtstellung unter den walisischen Fürsten bis zur endgültigen Eroberung Gwynedds durch die Engländer 1283.

## Herkunft
Gruffydd war ein Sohn von Cynan ap Iago, der im Exil in Irland lebte, und von Rhagnell oder Ragnhildr, einer Tochter von Olaf Sihtricson, einem Wikingerhäuptling von Dublin. Sein Großvater Iago ap Iadwal war 1039 verräterisch ermordet und die königliche Familie vertrieben worden. Gwynedd fiel an Gruffydd ap Llywelyn, der damit zum Herrscher über ganz Wales wurde. Nach Gruffydd ab Llywelyns Tod 1063 zerfiel Wales wieder in mehrere Fürstentümer, und Gwynedd fiel an Bleddyn ap Cynfyn, der jedoch 1075 ermordet wurde. Sein Erbe und Nachfolger wurde Bleddyns Cousin Trahern ap Caradog, der König von Arwystli.

## Leben
1075 kehrte Gruffydd ap Cynan mit Unterstützung der irischen Wikinger wieder nach Gwynedd zurück, um das Land seines Großvaters zurückzuerobern. Er landete auf der Insel Anglesey und besiegte mit Hilfe des normannischen Lords Robert of Rhuddlan Cynwrig, ein Gefolgsmann Traherns und Herr von Lleyn. Cynwrig fiel in der Schlacht, und Gruffydd besiegte Trahern selbst in einer Schlacht in Meirionnydd und zwang ihn zum Rückzug nach Arwystli. Als neuer König von Gwynedd griff Gruffydd trotz der Unterstützung, die er von Robert erhalten hatte, vergeblich dessen Burg von Rhuddlan an. Wegen dieser Niederlage und wegen Streitereien mit Gruffydds Wikingerkriegern wandten sich die Waliser von Lleyn wieder Trahern zu, der Gruffydd in der Schlacht von Bron-vr-erw bei Clynnog schlug und ihn wieder ins irische Exil zwang. 1081 kehrte er zurück und landete mit einer Streitmacht von Wikingern und Iren bei Porthclais in Dyfed. Unterstützt wurde er von Rhys ap Tewdwr, der ebenfalls aus dem Exil kam und um sein Erbe in Deheubarth kämpfte. Sie besiegten Trahern in der Schlacht von Mynydd Carn, in der Trahern fiel. Anschließend marschierte Gruffydd nach Norden, plünderte Arwystli und Powys und eroberte Gwynedd. Seine Eroberungen bedrohten die normannischen Gebiete an der walisischen Grenze. Gruffydd wurde noch im selben Jahr von seinem Gefolgsmann Meirion Goch verraten, bei Corwen von Robert von Rhuddlan gefangen genommen und an dessen Vetter Hugh d’Avranches, 1. Earl of Chester ausgeliefert. Gruffydd blieb über zwölf Jahre gefangen und kam erst unter unklaren Umständen um 1094 frei. Während seiner Gefangenschaft in Chester besetzte Robert von Rhuddlan weite Gebiete von Gwynedd und errichtete in Bangor, Caernarfon und Aberlleiniog (nahe dem späteren Beaumaris) Burgen.
Nachdem er wieder freigekommen war, wurde Gruffydd zusammen mit dem Fürsten von Powys, Cadwgan ap Bleddyn zum Anführer des walisischen Aufstands von 1094, in dem er erfolglos Aberlleiniog Castle angriff und Nefyn Castle auf Lleyn eroberte. 1098 erfolgte von Chester und Shrewsbury aus ein gezielter normannischer Angriff auf Gwynedd. Gruffydd musste sich zusammen mit Cadwgan ap Bleddyn auf die Insel Anglesey zurückziehen, von wo aus er ein weiteres Mal nach Irland flüchtete. Nachdem jedoch einer der normannischen Anführer, Hugh of Montgomery, 2. Earl of Shrewsbury im Kampf gegen den norwegischen König Magnus III. gefallen war, kehrte Gruffydd noch 1098 wieder nach Anglesey zurück und blieb mit Einwilligung der Normannen Herrscher der Insel. Im Laufe der nächsten Jahre konnte er seine Herrschaft über die Gebiete von Gwynedd westlich des Conwys ausweiten. Der englische König Heinrich I. erschien 1114 mit einer mächtigen Armee in Gwynedd, worauf sich Gruffydd dem König unterwerfen und ihm Tribut zahlen musste. Gruffydd durfte seine Territorien behalten, doch der Druck des englischen Königs war so stark, dass Gruffydd 1115 den jungen Gruffydd ap Rhys von Deheubarth, der in Gwynedd Zuflucht gesucht hatte, an den König ausliefern wollte. Auch Maredudd ap Bleddyn von Powys lieferte er 1121 an den englischen König aus. Dennoch wurde Gruffydd zum unangefochtenen Herrscher von Nordwales und konnte 1120 das Bistum von Bangor mit seinem Kandidaten David dem Schotten besetzen. Nach 1120 begannen seine Söhne mit weiteren Eroberungen. Cadwallon und Owain eroberten ab 1124 Meirionydd. Im folgenden Jahr besetzte Cadwallon Dyffryn Clwyd, wo er drei seiner Onkel, die Brüder seiner Mutter, tötete, wodurch das Haus Gwynedd zum mächtigste Geschlecht im Nordosten von Wales wurde. Cadwallon fiel 1132 bei Llangollen während eines Überfalls auf Powys. 1136 begannen Owain und Cadwaladr mit der Eroberung des unter anglonormannischer Herrschaft stehenden Ceredigion. Gruffydd starb 1137 im Alter von über 80 Jahren als alter und erblindeter Mann und wurde in der Kathedrale von Bangor beigesetzt.
Der Überlieferung nach förderte er die walisische Barden und setzte einheitliche Regeln für ihre Dichtkunst fest. Er ist der einzige mittelalterliche walisische Fürst, über den eine zeitgenössische Biografie, die Historia Gruffud ab Kenan geschrieben wurde. Die Lobrede wurde vermutlich von einem Kleriker gegen Ende des 12. Jahrhunderts verfasst.

## Familie und Nachkommen
Er heiratete um 1095 Angharad († 1162), die Tochter von Owain ab Edwin von Dyffryn Clwyd. Das Paar hatte acht Kinder, darunter
- Cadwallon († 1132)
- Owain Gwynedd
- Cadwaladr
- Gwenllian ⚭ Gruffydd ap Rhys, Fürst von Deheubarth
- Marared
- Rainillt
- Annest
- Susanna ⚭ Madog ap Maredudd († 1160).

Daneben soll er noch fünf Söhne und drei Töchter von mindestens drei Geliebten gehabt haben.